# Đường tròn
Trong hình học phẳng, đường tròn (hoặc vòng tròn) là tập hợp của tất cả những điểm trên một mặt phẳng, cách đều một điểm cho trước bằng một khoảng cách nào đó. Điểm cho trước gọi là tâm của đường tròn, còn khoảng cho trước gọi là bán kính của đường tròn.
Đường tròn tâm O bán kính R ký hiệu là (O;R)
Đường tròn là một hình khép kín đơn giản chia mặt phẳng ra làm 2 phần: phần bên trong và phần bên ngoài. Trong khi "đường tròn" ranh giới của hình, "hình tròn" bao gồm cả ranh giới và phần bên trong.

Một đường tròn (đen) với chu vi (C), đường kính (D, xanh lam), bán kính (R, đỏ) và tâm (O, xanh lục)

Đường tròn cũng được định nghĩa là một hình elíp đặc biệt với hai tiêu điểm trùng nhau và tâm sai bằng 0. Đường tròn cũng là hình bao quanh nhiều diện tích nhất trên mỗi đơn vị chu vi bình phương.

## Một số thuật ngữ
- Cung: một đoạn đóng bất kì trên đường tròn. Cung AB ký hiệu là {\displaystyle {\overset {\frown }{AB}}}
- Dây cung (gọi tắt là dây): đoạn thẳng có 2 đầu mút nằm trên đường tròn.
- Tâm: điểm cách đều tất cả các điểm trên đường tròn.
- Chu vi hình tròn: độ dài đường biên giới hạn hình tròn.
- Bán kính: là đoạn thẳng (hoặc độ dài đoạn thẳng) nối tâm với một điểm bất kì trên đường tròn và bằng một nửa đường kính. Kí hiệu {\displaystyle R}
- Đường kính: đoạn thẳng (hoặc độ dài đoạn thẳng) có 2 đầu mút nằm trên đường tròn và là dây cung đi qua tâm, hoặc khoảng cách dài nhất giữa 2 điểm trên đường tròn. Đường kính là dây cung dài nhất của đường tròn và bằng 2 lần bán kính. Kí hiệu {\displaystyle D}
- Cát tuyến: đường thẳng trên mặt phẳng cắt đường tròn tại 2 điểm.
- Tiếp tuyến: đường thẳng tiếp xúc với đường tròn tại một điểm duy nhất.
- Hình tròn: phần mặt phẳng giới hạn bởi đường tròn.
- Hình khuyên (hình nhẫn hoặc hình vành khăn): vùng bị giới hạn bởi 2 đường tròn đồng tâm và có bán kính khác nhau.
- Hình quạt tròn: phần hình tròn giới hạn bởi hai bán kính và cung tròn bị chắn bởi hai bán kính này.
- Hình viên phân: phần bị giới hạn bởi cung tròn và dây căng cung.
- Hình bán nguyệt: cung căng đường kính. Thông thường, thuật ngữ này còn bao gồm đường kính, cung căng đường kính và phần bên trong, tức nửa hình tròn.
- Đường tròn ngoại tiếp đa giác là đường tròn đi qua tất cả các đỉnh của đa giác đó. Khi đó gọi là đa giác nội tiếp đường tròn
- Đường tròn nội tiếp đa giác là đường tròn tiếp xúc với tất cả các cạnh của đa giác đó. Khi đó gọi là đa giác ngoại tiếp đường tròn

|  |  |

## Sự xác định đường tròn
Một đường tròn được xác định khi biết tâm và bán kính của nó, hoặc khi biết một đoạn thẳng là đường kính của nó.
Qua 3 điểm không thẳng hàng, ta có thể vẽ được một và chỉ một đường tròn.

## Hình tròn
Trong hình học phẳng, đường tròn và hình tròn là hai khái niệm khác nhau. Hình tròn là tập hợp tất cả các điểm nằm trong và nằm trên đường tròn hay tập hợp các điểm cách tâm một khoảng nhỏ hơn hoặc bằng bán kính. Đường tròn không có diện tích như hình tròn.

## Lịch sử

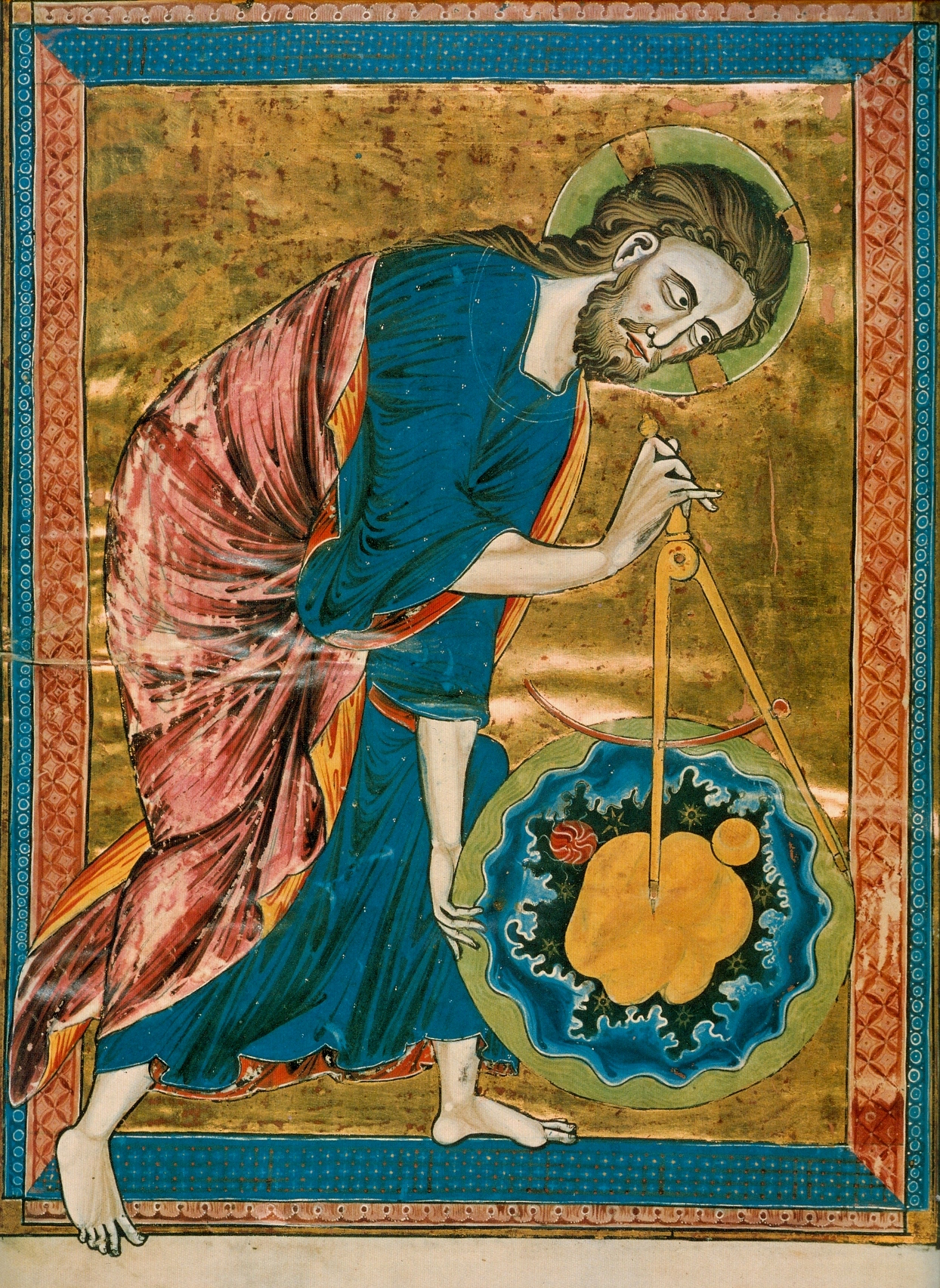
Chiếc com-pa trong bản thảo viết tay từ thế kỉ 13 là biểu tượng của Đấng tạo hóa. Đồng thời vòng hào quang cũng có dạng tròn.

Từ circle có nguồn gốc từ tiếng Hy Lap κίρκος/κύκλος (kirkos/kuklos), nghĩa là "vòng" hay "nhẫn".

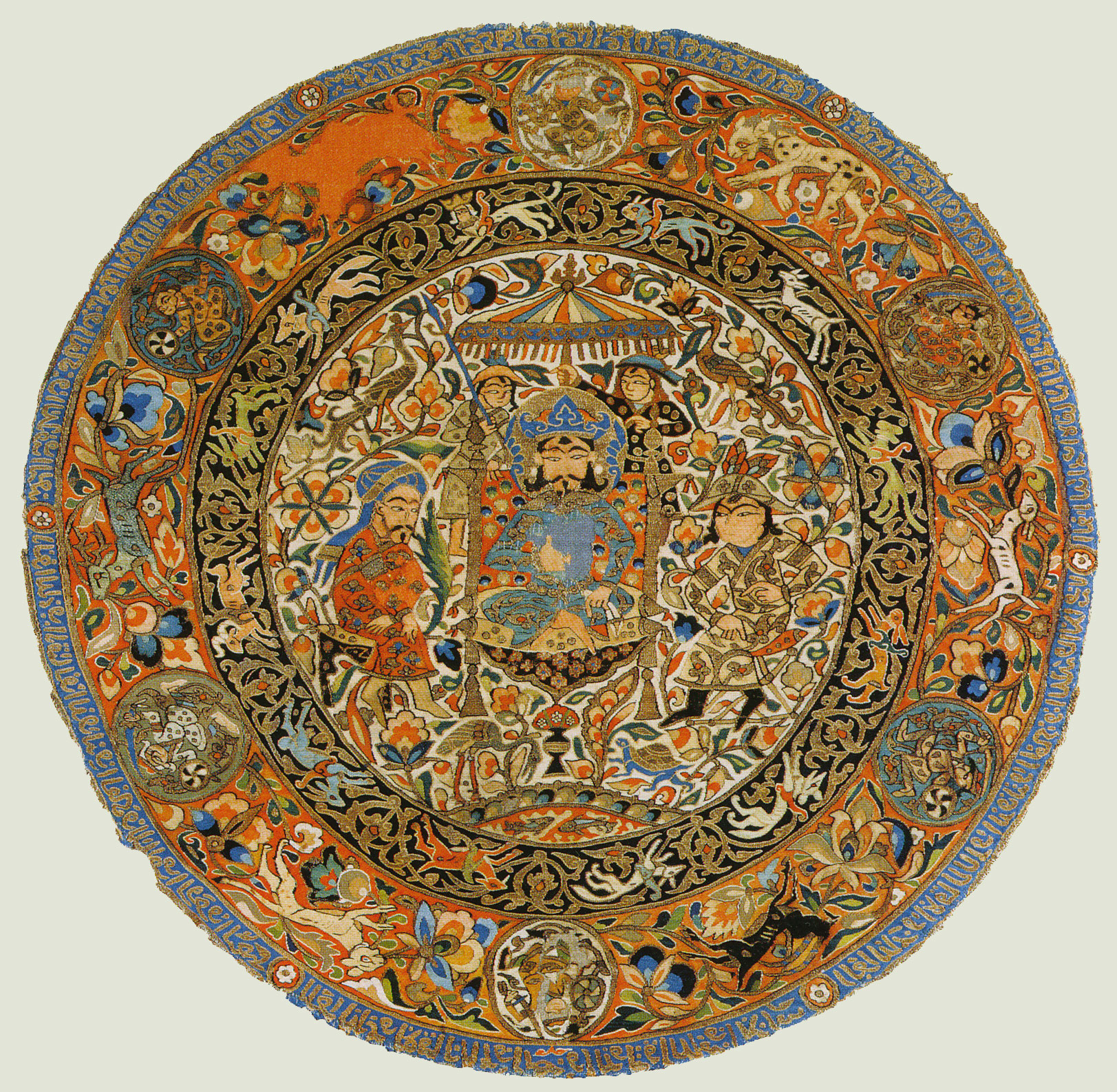
Một mảnh lụa Mông Cổ hình tròn

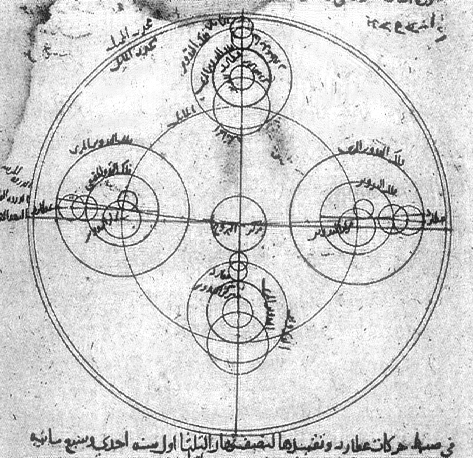
Đường tròn trong những bản vẽ thiên văn Ả Rập cổ.

Đường tròn đã được biết đến từ trước khi lịch sử ghi nhận được. Những hình tròn trong tự nhiên hẳn đã được quan sát, ví dụ như Mặt Trăng, Mặt Trời... Đường tròn là nền tảng để phát triển bánh xe, mà cùng với những phát minh tương tự như bánh răng, là thành phần quan trọng trong máy móc hiện đại. Trong toán học, việc nghiên cứu đường tròn đã dẫn đến sự phát triển của hình học, thiên văn học và vi tích phân.
Khoa học sơ khai, đặc biệt là hình học, thiên văn học và chiêm tinh học, thường được nhiều học giả thời trung cổ kết nối với thánh thần, và nhiều người tin rằng có gì đó "thiêng liêng" và "hoàn hảo" ở hình tròn.
Một số dấu mốc trong lịch sử đường tròn:
- Năm 1700 trước Công nguyên– Bản giấy cói Rhind đưa ra phương pháp để tính diện tích hình tròn. Kết quả tương đương với 256/81 (3.16049...) như một giá trị xấp xỉ của π.[4]
- Năm 300 trước Công nguyên – Quyển 1, Quyển 3 của bộ sách Cơ sở của Euclid đưa ra định nghĩa và bàn về những tính chất của đường tròn.
- Trong Bức thư thứ bảy của Plato có một định nghĩa chi tiết và giải thích về đường tròn. Plato viết về một đường tròn hoàn hảo, và sự khác biệt của nó với bất kì hình vẽ, giải thích hay định nghĩa nào khác.
- Năm 1880 – Lindemann chứng minh được π là số siêu việt, giải quyết trọn vẹn bài toán cầu phương hình tròn sau hơn một thiên niên kỷ.[5]

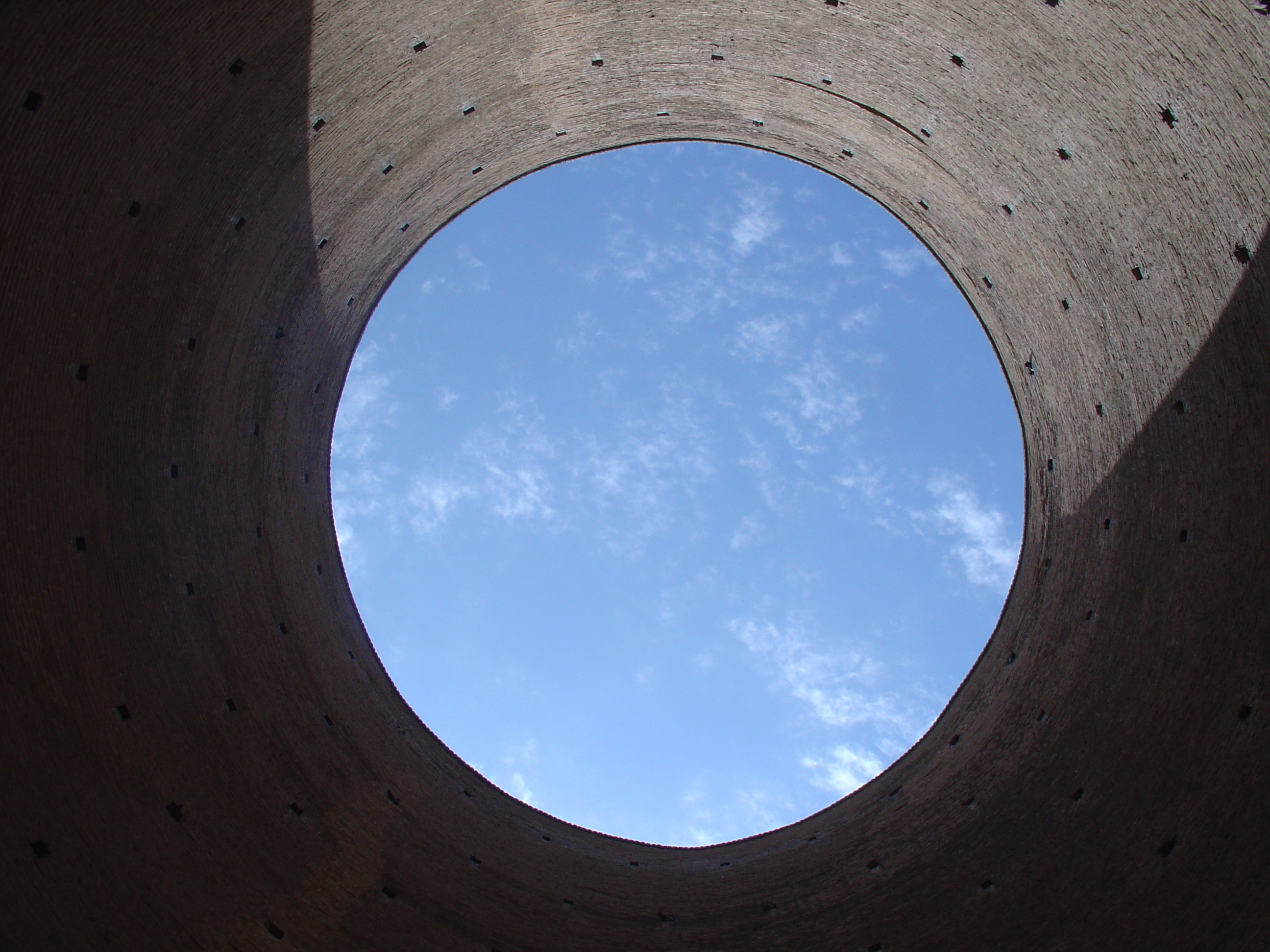
Tháp Tughrul nhìn từ bên trong

## Đặc điểm

### Độ dài đường tròn (chu vi hình tròn)
Tỉ số của độ dài đường tròn với đường kính của nó là π (pi), một hằng số vô tỉ có giá trị xấp xỉ bằng 3.141592654, vậy chu vi của hình tròn (còn được gọi là viên chu), là độ dài của đường tròn, bằng tích của pi với đường kính hoặc 2 lần pi nhân với bán kính. Công thức:
{\displaystyle C=2\pi r=\pi d.\,}

### Diện tích bao kín
Trong bản luận "Sự đo đạc của một hình tròn" của Archimedes, diện tích hình tròn A bằng diện tích của tam giác có cạnh đáy bằng chu vi đường tròn và đường cao bằng bán kính hình tròn, tức A bằng π nhân cho bình phương bán kính:
{\displaystyle \mathrm {A} =\pi r^{2}.\,}
Tương tự, ký hiệu đường kính là d,
{\displaystyle \mathrm {A} ={\frac {\pi d^{2}}{4}}\approx 0{.}7854d^{2},}
tức khoảng 79% diện tích hình vuông ngoại tiếp đường tròn (với độ dài cạnh là d). Đường tròn cũng là hình phẳng bao kín nhiều diện tích nhất với chu vi cho trước.

### Phương trình

#### Hệ tọa độ Descartes

Đường tròn có bán kính r = 1, tâm (a, b) = (1.2, −0.5)

Trong hệ tọa độ Descartes, vòng tròn có tâm tại (a, b) và bán kính r là tập hợp tất cả các điểm (x, y) thỏa mãn:
{\displaystyle \left(x-a\right)^{2}+\left(y-b\right)^{2}=r^{2}.}
Phương trình này, được biết là Phương trình đường tròn, xuất phát từ Định lý Pytago áp dụng cho một điểm trên đường tròn: Như trong hình bên, bán kính là cạnh huyền của một tam giác vuông với 2 cạnh góc vuông |x − a| và |y − b|. Nếu tâm đường tròn nằm ở gốc tọa độ (0, 0), thì phương trình được thu gọn thành:
{\displaystyle x^{2}+y^{2}=r^{2}.\!\ }
Phương trình có thể viết dưới dạng tham số sử dụng các hàm lượng giác sin và cosin như sau
{\displaystyle x=a+r\,\cos t,\,}
{\displaystyle y=b+r\,\sin t\,}
với t là tham số trong khoảng từ 0 đến 2π, một cách hình học, t tương đương với góc tạo bởi tia đi qua (a, b), (x, y) và trục x dương.
Một phương trình tham số khác của đường tròn là:
{\displaystyle x=a+r{\frac {1-t^{2}}{1+t^{2}}}.\,}
{\displaystyle y=b+r{\frac {2t}{1+t^{2}}}\,}
Tuy nhiên ở sự tham số hóa này, t không chỉ chạy qua tất cả số thực mà còn chạy tới vô hạn, nếu không thì điểm dưới cùng của đường tròn sẽ không được thể hiện.
Trong hệ tọa độ đồng nhất, mỗi đường conic với phương trình của đường tròn có dạng:
{\displaystyle x^{2}+y^{2}-2axz-2byz+cz^{2}=0.\,}

#### Hệ tọa độ cực
Trong hệ tọa độ cực phương trình của một đường tròn là:
{\displaystyle r^{2}-2rr_{0}\cos(\theta -\phi )+r_{0}^{2}=a^{2}\,}
với a là bán kính của đường tròn, {\displaystyle (r,\theta )} là tọa độ cực của một điểm trên đường tròn, và {\displaystyle (r_{0},\phi )} là tọa độ cực của tâm đường tròn (tức r0 là khoảng cách từ gốc tọa độ đến tâm, và φ góc ngược chiều kim đồng hồ từ trục hoành đường thẳng đi qua tâm và gốc tọa độ). Với đường tròn có tâm ở gốc tọa độ, tức r0 = 0, thì được đơn giản hóa còn r = a. Khi r0 = a, hay gốc tọa độ nằm trên đường tròn thì phương trình trở thành:
{\displaystyle r=2a\cos(\theta -\phi ).\,}
Trong trường hợp tổng quát, ta có thể giải phương trình cho r
{\displaystyle r=r_{0}\cos(\theta -\phi )\pm {\sqrt {a^{2}-r_{0}^{2}\sin ^{2}(\theta -\phi )}},}
Chú ý rằng nếu không có dấu ±, trong một số trường hợp phương trình chỉ mô tả nửa đường tròn.

#### Mặt phẳng phức
Trong mặt phẳng phức, một đường tròn có tâm tại c và bán kính (r) có phương trình {\displaystyle |z-c|=r\,}. Ở dạng tham số hóa: {\displaystyle z=re^{it}+c}.
Phương trình tổng quát {\displaystyle pz{\overline {z}}+gz+{\overline {gz}}=q} cho các số thực p, q và số phức g đôi khi được gọi là đường tròn tổng quát. Phương trình này trở thành phương trình ở trên với {\displaystyle p=1,\ g=-{\overline {c}},\ q=r^{2}-|c|^{2}}, vì {\displaystyle |z-c|^{2}=z{\overline {z}}-{\overline {c}}z-c{\overline {z}}+c{\overline {c}}}. Không phải đường tròn tổng quát nào cũng là đường tròn thực sự: đường tròn tổng quát hoặc là đường tròn thực sự hoặc là một đường thẳng.

### Đường tiếp tuyến
Đường tiếp tuyến qua một điểm P trên đường tròn vuông góc đường kính đi qua P. Nếu P = (x1, y1) và đường tròn có tâm (a, b) và bán kính r, thì tiếp tuyến vuông góc với đường thẳng đi qua (a, b) và (x1, y1), nên nó có dạng (x1 − a)x + (y1 – b)y = c. Tính với (x1, y1) xác định giá trị của c và kết quả phương trình của đường tiếp tuyến là:
{\displaystyle (x_{1}-a)x+(y_{1}-b)y=(x_{1}-a)x_{1}+(y_{1}-b)y_{1}\,}
hay
{\displaystyle (x_{1}-a)(x-a)+(y_{1}-b)(y-b)=r^{2}.\!\ }
Nếu y1 ≠ b thì độ dốc của đường thẳng là
{\displaystyle {\frac {dy}{dx}}=-{\frac {x_{1}-a}{y_{1}-b}}.}
Kết quả này cũng có thể được suy ra sử dụng đạo hàm hàm ẩn.
Nếu tâm đường tròn nằm ở gốc tọa độ thì phương trình tiếp tuyến là {\displaystyle x_{1}x+y_{1}y=r^{2},\!\ }và độ dốc của nó là {\displaystyle {\frac {dy}{dx}}=-{\frac {x_{1}}{y_{1}}}.}

## Tính chất

### Tính chất chung
- Đường tròn là hình có diện tích lớn nhất với chu vi cho trước. (Xem Bất đẳng thức đẳng chu)
- Đường tròn có tính đối xứng cao: tâm của đường tròn là tâm đối xứng và các đường kính là các trục đối xứng
- Mọi đường tròn đều đồng dạng.
  - Chu vi đường tròn tỉ lệ thuận với bán kính theo hằng số 2π.
  - Diện tích hình tròn tỉ lệ thuận với bình phương bán kính theo hằng số π.
- Đường tròn có tâm tại gốc tọa độ và bán kính là 1 gọi là đường tròn đơn vị.
  - Đường tròn lớn của hình cầu đơn vị là đường tròn Riemann.
- Tập hợp tất cả các điểm nhìn đoạn thẳng dưới 1 góc vuông là đường tròn có đường kính là đoạn thẳng đó

### Dây cung
- Dây cung cách đều tâm khi và chỉ khi chúng dài bằng nhau.
- Trong cùng một đường tròn, dây càng dài thì càng gần tâm.
- Đường kính vuông góc với dây cung tại trung điểm của dây cung đó
- Đường kính đi qua trung điểm của một dây không đi qua tâm thì vuông góc với dây.
- Đường kính là dây cung dài nhất trong đường tròn
- Nếu giao điểm hai dây cung cắt nhau chia một dây thành hai đoạn a và b, chia dây cung kia thành c và d, thì ab = cd (gọi là phương tích của điểm đó).
- Nếu giao điểm hai dây cung cắt nhau chia một dây thành hai đoạn a và b, chia dây cung kia thành m và n, thì a2 + b2 + m2 + n2  = d2 (với d là đường kính).
- Tổng bình phương chiều dài 2 dây cung vuông góc tại một điểm cố định không đổi và bằng 8r2 – 4p2 (với r là bán kính đường tròn, p là khoảng cách từ tâm đường tròn đến giao điểm đó).
- Khoảng cách từ một điểm trên đường tròn đến một dây cung nhân với đường kính bằng tích của khoảng cách điểm đó đến 2 đầu mút của dây cung.
- 2 cung nhỏ của một đường tròn hoặc 2 đường tròn bằng nhau căng 2 dây bằng nhau thì 2 cung đó bằng nhau và ngược lại
- Với 2 cung nhỏ của một đường tròn hoặc 2 đường tròn bằng nhau, cung nào căng dây lớn hơn(hoặc bé hơn) thì cung đó lớn hơn(hoặc bé hơn) và ngược lại.

### Tiếp tuyến
- Đường thẳng vuông góc với bán kính tại đầu mút của bán kính nằm trên đường tròn là một đường tiếp tuyến với đường tròn.
- Đường thẳng vuông góc với tiếp tuyến tại điểm tiếp xúc với đường tròn thì đi qua tâm.
- Từ một điểm nằm ngoài đường tròn luôn vẽ được hai tiếp tuyến với đường tròn.
- Nếu hai tiếp tuyến tại A và B với đường tròn tâm O cắt nhau tại P thì 
  - {\displaystyle {\widehat {BOA}}+{\widehat {BPA}}=180^{\circ }}.
  - PA=PB
  - Tia OP là phân giác của góc {\displaystyle {\widehat {BOA}}} và tia PO là phân giác góc {\displaystyle {\widehat {BPA}}}
- Nếu AD tiếp xúc với đường tròn tại A và AQ một dây cung của đường tròn, thì {\displaystyle {\widehat {DAQ}}={\frac {\overset {\frown }{AQ}}{2}}}.

### Định lý

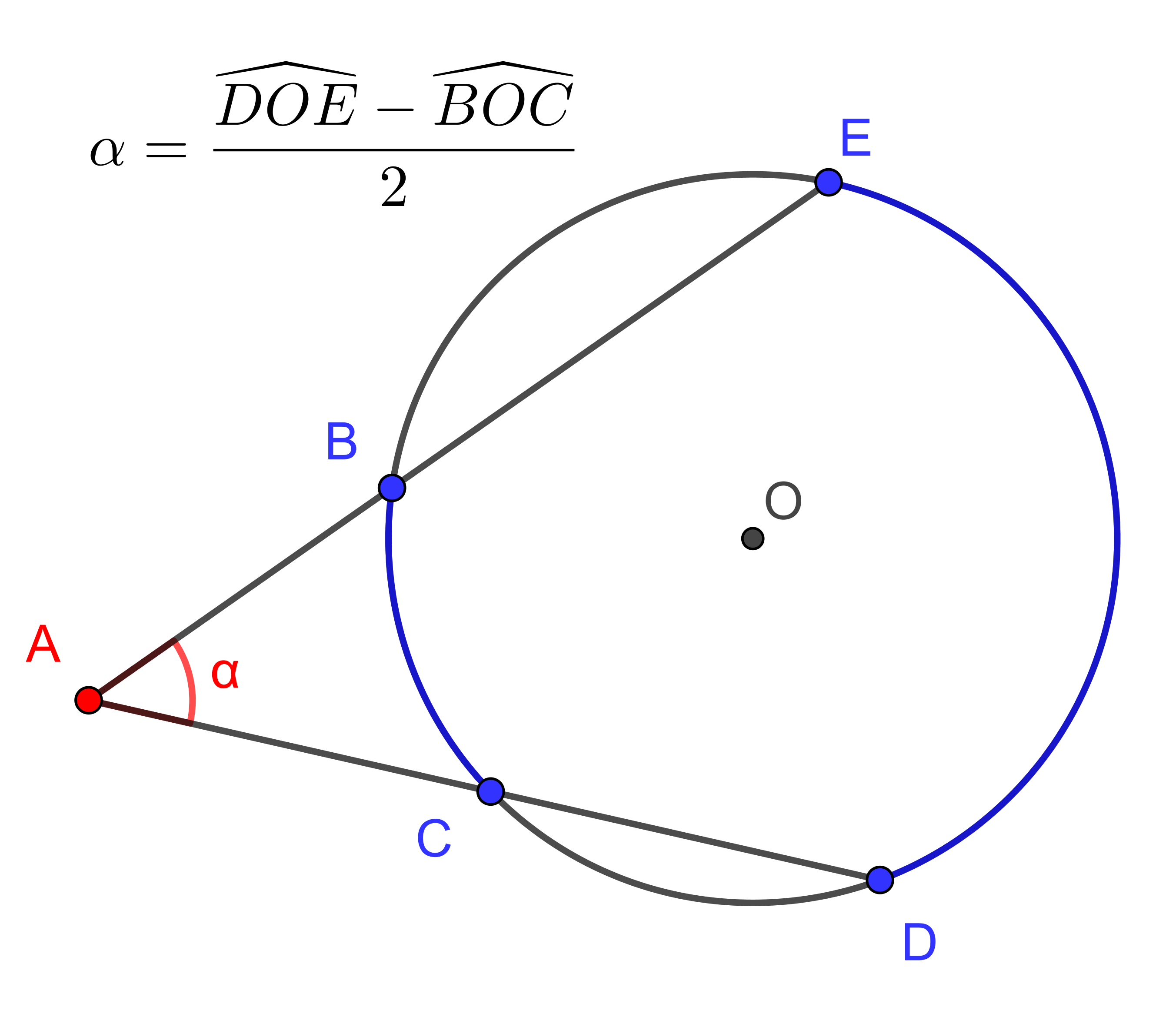
Định lý hai cát tuyến

- Định lý dây cung phát biểu nếu hai dây cung, CD và EB, cắt nhau tại A thì AC.AD = AB.AE.
- Nếu hai cát tuyến, AE và AD, cắt đường tròn lần lượt tại B và C thì AC.AD = AB.AE. (Hệ quả của định lý dây cung)
- Một tiếp tuyến có thể coi như một giới hạn của cát tuyến với đầu mút trùng nhau. Nếu tiếp tuyến từ điểm A nằm ngoài đường tròn cắt đường tròn tại F và một cát tuyến từ A cắt đường tròn lần lượt tại C và D thì AF2 = AC.AD. (Định lý tiếp tuyến-cát tuyến)
- Góc nằm giữa một dây cung và tiếp tuyến tại một đầu dây cung bằng một nửa góc ở tâm bị chắn bởi dây cung đó.
- Nếu góc ở tâm bị chắn bởi dây cung là góc vuông thì ℓ = r√2, với ℓ là độ dài dây cung và r là bán kính đường tròn.
- Nếu hai cát tuyến cắt đường tròn như bên thì góc A bằng nửa hiệu hai cung tạo thành (DE và BC), tức {\displaystyle 2{\widehat {BAC}}={\widehat {DOE}}-{\widehat {BOC}}}, với O là tâm đường tròn. Đây là định lý 2 cát tuyến với đường tròn.

### Sagitta

Sagitta là đoạn thẳng xanh.

- Sagitta (còn được biết là versine) là đoạn thẳng vuông góc với dây cung, đi qua trung điểm của dây cung và cung mà dây đó chắn.
- Cho độ dài y của dây và độ dài x sagitta, ta có thể dùng định lý Pytago để tính bán kính của đường tròn duy nhất vừa với 2 đoạn thẳng:

{\displaystyle r={\frac {y^{2}}{8x}}+{\frac {x}{2}}.}
Một chứng minh khác của kết quả này sử dụng tính chất hai dây cung như sau: Cho dây cung có độ dài y và sagitta có độ dài x, vì sagitta đi qua trung điểm của dây cung, nó phải là một phần đường kính. Do đường kính dài gấp đôi bán kinh, phần "bị thiếu" của đường kính có độ dài (2r − x). Do một phần của một dây cung này nhân phần kia không đổi khi dây quay quanh giao điểm, ta tìm được {\displaystyle (2r-x)x=\left({\frac {y}{2}}\right)^{2}}. Giải tìm r, ta nhận được kết quả như trên.

## Dựng hình
Có nhiều phép dựng hình bằng thước kẻ và compa cho ra đường tròn.
Đơn giản và căn bản nhất là phép dựng hình đã biết tâm đường tròn và một điểm nằm trên đường tròn. Đặt chân trụ của com-pa trên tâm, chân xoay lên điểm trên đường tròn và quay com-pa.

### Dựng đường tròn với đường kính cho trước
- Dựng trung điểm M của đường kính.
- Dựng đường tròn với tâm M đi qua một đầu mút của đường kính (nó cũng sẽ qua đầu mút còn lại).

Dựng đường tròn qua ba điểm A, B, C bằng cách tìm đường trung trực (đỏ) của các cạnh tam giác (xanh). Chỉ cần hai trong số ba đường trung trực là đủ để xác định tâm đường tròn.

### Dựng đường tròn đi qua ba điểm không thẳng hàng
- Gọi ba điểm đó là P, Q và R,
- Dựng đường trung trực của đoạn PQ.
- Dựng đường trung trực của đoạn PR.
- Gọi giao điểm hai đường trung trực là M. (Chúng cắt nhau vì các điểm không thẳng hàng collinear).
- Dựng đường tròn tâm M đi qua một trong các điểm P, Q hay R (nó cũng sẽ qua hai điểm còn lại).

### Dựng tiếp tuyến đi qua một điểm nằm ngoài đường tròn
Cho điểm A nằm ngoài đường tròn tâm O, vẽ đường tròn đường kính AO cắt đường tròn O tại 2 điểm, khi đó 2 điểm đó là tiếp điểm của 2 tiếp tuyến đi qua điểm A.

## Đường tròn của Apollonius

Định nghĩa đường tròn của Apollonius: d_{1}/d_{2} constant

Apollonius của Pergaeus chỉ ra rằng đường tròn còn có thể định nghĩa là tập hợp các điểm trên mặt phẳng có tỉ số không đổi (khác 1) của khoảng cách tới hai tiêu điểm, A và B. (Nếu tỉ số là 1 thì tập hợp ấy là đường trung trực của đoạn thẳng AB.)
Chứng minh gồm hai phần. Đầu tiên ta cần chứng minh, cho hai tiêu điểm A và B một tỉ số, bất kì điểm P thỏa mãn tỉ số phải nằm trên một đường tròn nhất định. Gọi C là một điểm thỏa mãn tỉ số và nằm trên đoạn thẳng AB. Từ định lý đường phân giác suy ra PC sẽ chia đôi góc trong APB:
{\displaystyle {\frac {AP}{BP}}={\frac {AC}{BC}}.}
Tương tự, đoạn thẳng PD qua điểm D trên đường thẳng AB chia đôi góc ngoài BPQ với Q nằm trên tia AP kéo dài. Do góc ngoài và góc trong bù nhau, góc CPD phải bằng 90 độ. Tập hợp các điểm P sao cho góc CPD là góc vuông tạo thành một đường tròn với CD là đường kính.
Thứ hai, xem :tr.15 để chứng minh rằng các điểm trên đường tròn vừa tạo thỏa mãn tỉ số.

### Tỉ số kép
Một tính chất của đường tròn liên quan đến hình học của tỉ số kép của các điểm trên mặt phẳng phức. Nếu A, B, và C cho như trên thì đường tròn của Apollonius của ba điểm là tập hợp các điểm P sao cho giá trị tuyệt đối của tỉ số kép bằng 1:
{\displaystyle |(A,B;C,P)|=1.\ }
Nói cách khác, P là điểm trên đường tròn của Apollonius khi và chỉ khi tỉ số kép (A,B;C,P) nằm trên đường tròn đơn vị trên mặt phẳng phức.

### Đường tròn tổng quát
Nếu C là trung điểm của đoạn AB thì tập hợp các điểm P thỏa mãn điều kiện Apollonius
{\displaystyle {\frac {|AP|}{|BP|}}={\frac {|AC|}{|BC|}}} 
không tạo thành một đường tròn mà thành một đường thẳng.
Vậy nên nếu A, B, C là các điểm phân biệt trên mặt phẳng thì quỹ tích điểm P thỏa mãn phương trình trên gọi là "đường tròn tổng quát". Nó có thể là một đường tròn hoặc một đường thẳng. Trong trường hợp này, một đường thẳng là một đường tròn tổng quát có bán kính vô hạn.

## Đường tròn nội tiếp hay ngoại tiếp
Trong mỗi tam giác, một đường tròn duy nhất, gọi là đường tròn nội tiếp nếu nó tiếp xúc với ba cạnh tam giác.
Với mọi tam giác một đường tròn duy nhất, gọi là đường tròn ngoại tiếp, nếu nó đi qua ba đỉnh của tam giác.
Một đa giác ngoại tiếp là một đa giác lồi bất kỳ mà một đường tròn có thể nội tiếp được và tiếp xúc với các cạnh của đa giác. Tất cả đa giác đều và tam giác đều là một đa giác ngoại tiếp.
Một đa giác nội tiếp, ví dụ tứ giác nội tiếp, là một đa giác lồi bất kỳ mà một đường tròn có thể bao quanh, đi qua tất các các đỉnh. Một trường hợp được nghiên cứu kỹ càng là tứ giác nội tiếp. Tất cả đa giác đều và tam giác đều là một đa giác nội tiếp. Một đa giác vừa ngoại tiếp vừa nội tiếp được gọi là đa giác lưỡng tâm.
Bất kỳ đa giác đều nào cũng đều có đúng 1 đường tròn ngoại tiếp và có đúng 1 đường tròn nội tiếp
Một đường cong hypocycloid là đường cong nằm trong một đường tròn, vẽ bằng cách theo dấu một điểm cố định trên một đường tròn nhỏ hơn lăn trong đường tròn đã cho và tiếp xúc với nó..

## Vị trí tương đối

### Vị trí tương đối giữa đường thẳng và đường tròn
Cho đường tròn tâm O bán kính R và đường thẳng d. Gọi H là hình chiếu vuông góc của O lên đường thẳng d. Ta có bảng sau:
| Vị trí tương đối                          | Số điểm chung | So sánh OH với R |
| ----------------------------------------- | ------------- | ---------------- |
| Đường thẳng cắt đường tròn                | 2             | OH < R           |
| Đường thẳng tiếp xúc đường tròn           | 1             | OH = R           |
| Đường thẳng và đường tròn không giao nhau | 0             | OH > R           |

### Vị trí tương đối giữa 2 đường tròn
Cho đường tròn tâm O bán kính R và đường tròn tâm I bán kính r. Ta có bảng sau:
| Số điểm chung | Vị trí tương đối             | Vị trí tương đối        | So sánh OI với R và r                         | Số tiếp tuyến chung |
| ------------- | ---------------------------- | ----------------------- | --------------------------------------------- | ------------------- |
| 2             | 2 đường tròn cắt nhau        | 2 đường tròn cắt nhau   | R - r < OI < R + r                            | 2                   |
| 1             | 2 đường tròn tiếp xúc nhau   | Tiếp xúc ngoài          | OI=R+r                                        | 3                   |
| 1             | 2 đường tròn tiếp xúc nhau   | Tiếp xúc trong          | {\displaystyle OI=\left\vert R-r\right\vert } | 1                   |
| 0             | 2 đường tròn không giao nhau | (O) và (I) ở ngoài nhau | OI>R+r                                        | 4                   |
| 0             | 2 đường tròn không giao nhau | (O) đựng (I)            | {\displaystyle OI<\left\vert R-r\right\vert } | 0                   |

## Đường tròn dưới dạng đặc biệt của những hình khác
Đường tròn có thể xem là một trường hợp giới hạn của một số hình khác:
- Một đường cong Decartes là tập hợp các điểm sao cho tổng trọng số của khoảng cách từ điểm đó đến hai điểm cố định (tiêu điểm) là một hằng số. Một elíp là trường hợp các trọng số bằng nhau. Một đường tròn là một elíp có độ lệch tâm bằng 0, nghĩa là hai tiêu điểm trùng nhau tạo thành tâm đường tròn. Một đường tròn cũng là một đường cong Descartes đặc biệt với một trọng số bằng 0.
- Một siêu elíp (hay đường cong Lamé) có phương trình dạng {\displaystyle \left|{\frac {x}{a}}\right|^{n}\!+\left|{\frac {y}{b}}\right|^{n}\!=1} với a, b, n dương. Một siêu đường tròn có b = a. Một đường tròn là trường hợp đặc biệt của siêu đường tròn với n = 2.
- Một đường oval Cassini là tập hợp các điểm sao cho tích khoảng cách từ điểm đó đến hai điểm cố định là một hằng số. Khi hai tiêu điểm trùng nhau, một đường tròn hình thành.
- Một đường cong có chiều rộng không đổi là một hình có chiều rộng, định nghĩa bằng giữa hai đường thẳng song song phân biệt tiếp xúc với hình đó, không thay đổi bất kể hướng của hai đường thẳng đó. Đường tròn là ví dụ đơn giản nhất cho đường cong này.

## Góc với đường tròn

Góc ở tâm và góc nội tiếp

### Góc ở tâm - số đo cung
2 cạnh của góc ở tâm cắt nhau tại 2 điểm, chia đường tròn thành 2 cung:
- Phần cung nằm bên trong góc {\displaystyle \alpha } với {\displaystyle 0^{\circ }<\alpha <180^{\circ }} được gọi là cung nhỏ. Số đo góc {\displaystyle \alpha } được gọi là số đo của cung nhỏ. Phần cung nhỏ này được gọi là cung bị chắn của góc ở tâm.
- Phần còn lại được gọi là cung lớn. Số đo của cung này bằng {\displaystyle 360^{\circ }-\alpha }

Góc bẹt là góc ở tâm chắn nửa đường tròn. Số đo của nửa đường tròn là {\displaystyle 180^{\circ }}
Khi 2 đầu của cung trùng nhau, ta có cung không có số đo {\displaystyle 0^{\circ }} và cả đường tròn có số đo {\displaystyle 360^{\circ }}
Trong cùng một đường tròn hoặc trong các đường tròn bằng nhau, 2 cung có số đo bằng nhau thì bằng nhau.
Cho điểm C nằm trên cung AB và chia cung AB thành 2 cung là cung AC và cung CB. Khi đó số đo của cung AB bằng tổng số đo cung AC và cung CB.

### Góc nội tiếp
- Số đo góc nội tiếp bằng nửa số đo cung bị chắn
- Góc nội tiếp là góc nhọn hoặc góc vuông thì bằng nửa góc ở tâm cùng chắn cung đó.
- Các góc nội tiếp cùng chắn một cung và nằm cùng phía với dây căng cung đó thì bằng nhau.
- Hai góc nội tiếp cùng chắn một cung nằm khác phía với dây căng cung đó thì bù nhau.
- Góc nội tiếp chắn nửa đường tròn là góc vuông (định lý Thales).

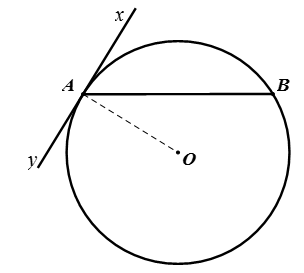
Đường tròn tâm O trong hình có tiếp tuyến tại A là đường thẳng xy. Ta được 2 góc chắn cung nhỏ AB và chắn cung lớn AB

### Góc hợp bởi tia tiếp tuyến và dây cung
Góc giữa tia tiếp tuyến và dây cung là góc có 1 cạnh là dây của đường tròn, cạnh kia tạo bởi tia tiếp tuyến của đường tròn và đỉnh là tiếp điểm của tiếp tuyến với đường tròn.
Số đo của góc hợp bởi tia tiếp tuyến và dây cung thì bằng nửa số đo cung bị chắn.
Góc hợp bởi tia tiếp tuyến và dây cung thì bằng góc nội tiếp cùng chắn cung đó

### Tính chất của góc có đỉnh nằm trong hoặc ngoài đường tròn
Số đo của góc có đỉnh nằm trong đường tròn bằng nửa tổng số đo 2 cung bị chắn.
Góc có đỉnh nằm ngoài đường tròn và chắn trên đường tròn đó 2 cung thì số đo của góc đó bằng nửa hiệu số đo 2 cung bị chắn.

## Cầu phương hình tròn
Cầu phương hình tròn là bài toán đưa ra bởi các nhà hình học cổ đại, yêu cầu dựng một hình vuông có diện tích bằng diện tích một hình tròn đã cho trong hữu hạn bước bằng thước thẳng và com-pa.
Năm 1882, bài toán được chứng minh là không thể thực hiện được, như một hệ quả của định lý Lindemann–Weierstrass chứng minh rằng pi (π) là một số siêu việt, chứ không phải là một số đại số vô tỉ; nghĩa là nó không phải là nghiệm của bất cứ đa thức với hệ số hữu tỉ.